# Lyme (Connecticut)
Lyme es un pueblo ubicado en el condado de New London en el estado estadounidense de Connecticut. En el año 2005 tenía una población de 2,099 habitantes y una densidad poblacional de 25 personas por km².

## Geografía
Lyme se encuentra ubicado en las coordenadas 41°23′51″N 72°20′48″O / 41.39750, -72.34667.

## Demografía
Según la Oficina del Censo en 2000 los ingresos medios por hogar en la localidad eran de $73,250 y los ingresos medios por familia eran $82,853. Los hombres tenían unos ingresos medios de $56,188 frente a los $44,750 para las mujeres. La renta per cápita para la localidad era de $43,347. Alrededor del 1.2% de la población estaban por debajo del umbral de pobreza.